# Trolleybus de Riga
Le trolleybus de Riga (en letton : Trolejbusu satiksme Rīgā) est un réseau de trolleybus qui dessert l'agglomération de Riga en Lettonie.

## Réseau actuel

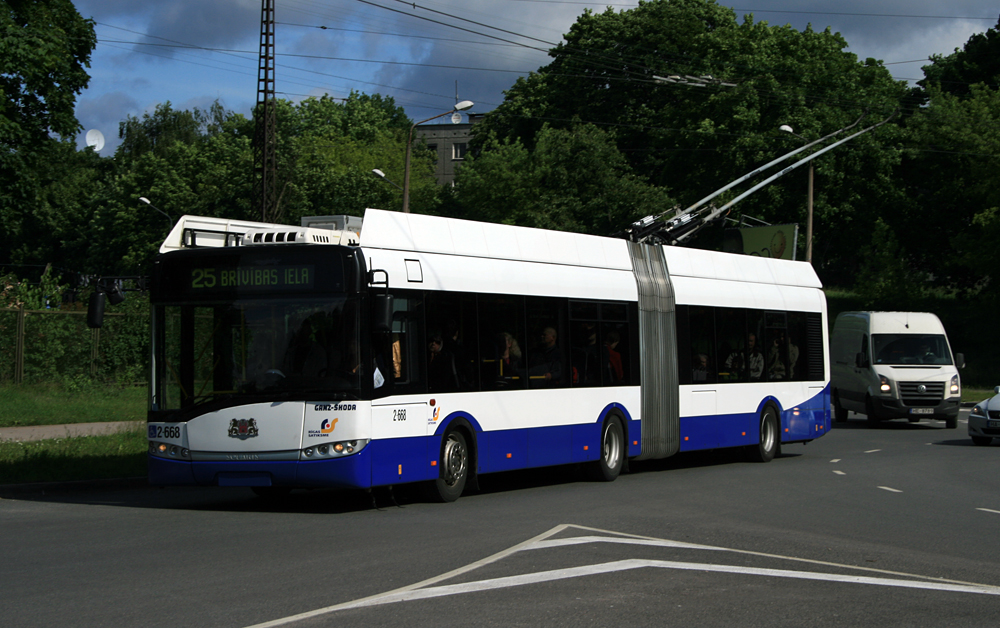
Solaris Trollino 18 à Riga.

### Aperçu général
Riga compte 17 lignes de trolleybus.

### Matériel roulant
Le réseau compte 551 véhicules pour exploiter les différentes lignes :
| Constructeur  | Modèle                     | Année(s) de livraison | Quantité |
| ------------- | -------------------------- | --------------------- | -------- |
| Škoda         | 14Tr                       | 1982–1989             | 270      |
| Škoda         | 14TrМ                      | 1998–2000             | 30       |
| Škoda         | 15Tr                       | 1989–1991             | 25       |
| Škoda         | 15TrМ                      | 1998–2000             | 10       |
| Belkommunmash | AKSM – 333                 | 1999–2001             | 11       |
| Solaris       | Trollino 18 I (GST – 18)   | 2001–2005             | 30       |
| Solaris       | Trollino 18 III (GST – 18) | 2005–2007             | 25       |
| Škoda         | 24Tr Irisbus               | 2006–2008             | 60       |
| Škoda         | 24Tr Irisbus               | 2008–2009             | 90       |